# Pozo Guerra
Pozo Guerra är en ort i Mexiko.   Den ligger i kommunen San Nicolás Buenos Aires och delstaten Puebla, i den sydöstra delen av landet, 170 km öster om huvudstaden Mexico City. Pozo Guerra ligger 2 389 meter över havet och antalet invånare är 479.
Terrängen runt Pozo Guerra är varierad, och sluttar norrut. Runt Pozo Guerra är det ganska tätbefolkat, med 120 invånare per kvadratkilometer. Närmaste större samhälle är San Salvador El Seco, 12,6 km sydväst om Pozo Guerra. Trakten runt Pozo Guerra består till största delen av jordbruksmark.